# Jan Bosklopper
Jan Bosklopper (Hoogkerk, 30 mei 1890 - 27 november 1965) was een Nederlandse kunstenaar en leraar.
Bosklopper was een aanhanger van de Kerk van Jezus Christus van de Heiligen der Laatste Dagen, en werd daarom gevraagd het Bekeerlingenmonument in Broeksterwoude te ontwerpen.

## Leven en werk
Jan Bosklopper werd geboren als zoon van Jantje van Dellen en brugpachter Hendrik Bosklopper. Met zijn toekomstige echtgenoot Theodora Christina Luiken (1891-1945) werd hij op de winterdag 6 februari 1914 in een opengehakte sloot in Peize gedoopt tot heilige der laatste dagen. Op 17 mei 1915 trouwden zij. Het echtpaar kreeg drie kinderen, ze stierven op vrij jonge leeftijd.

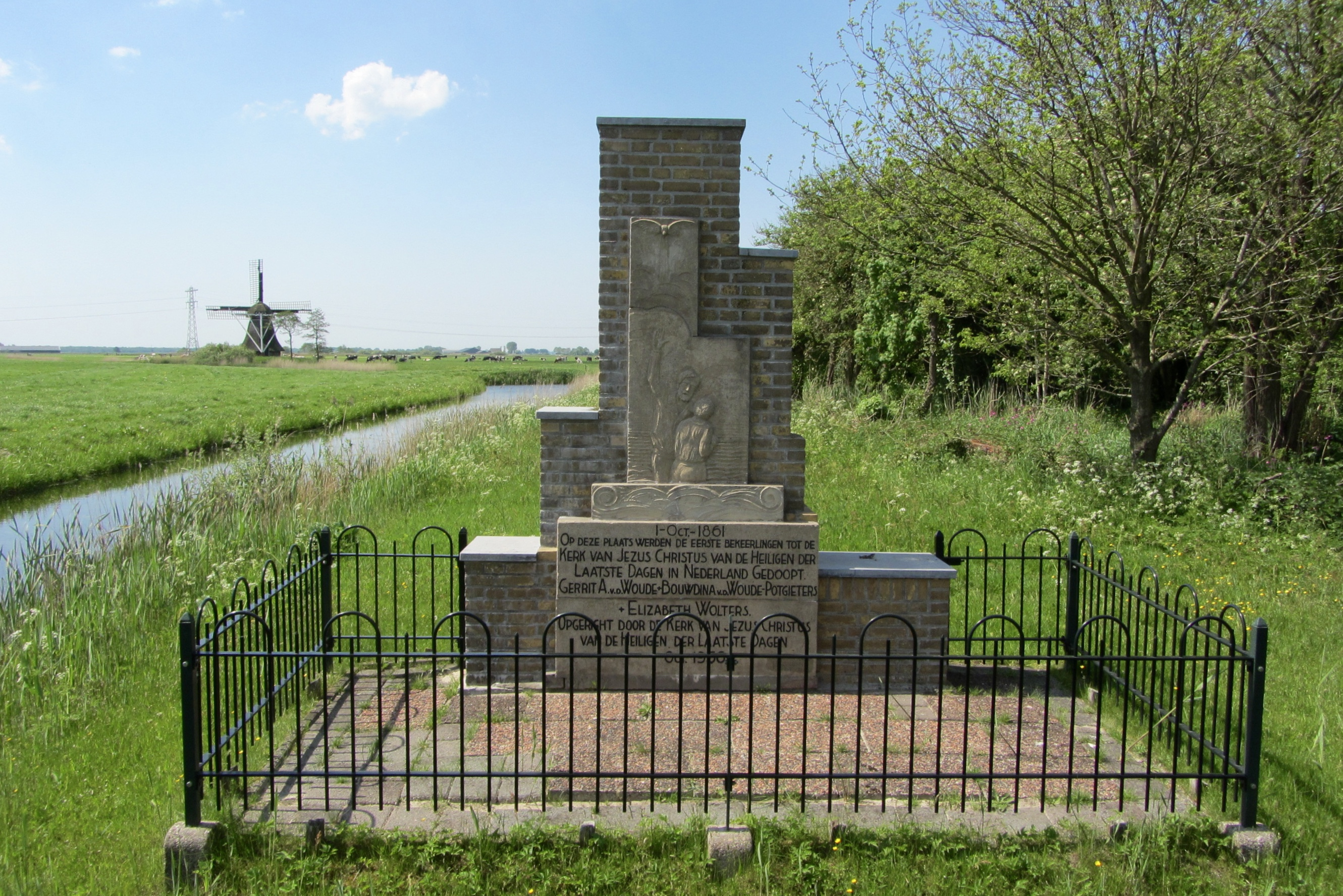
Het Bekeerlingenmonument (1936)

Bosklopper volgde de Ambachtsschool in Groningen, waarna hij studeerde aan de academie Minerva in dezelfde stad. Hij voltooide daar in 1910 zijn avondcursus vlakversiering met goed gevolg. In 1921 behaalde hij ook zijn Nijverheidsakte, waardoor hij les mocht geven. Het gezin verhuisde naar Harderwijk, waar Jan in 1921 "opvoedend ambtenaar" werd aan het opvoedingsgesticht. Na 1923 gaf hij nog kort les aan het opvoedingsgesticht te Amersfoort.
In 1928 verhuisde het gezin naar Hilversum, waar Bosklopper les gaf aan de ambachtsschool. Hier werkte hij ook als kunstenaar. Hij vervaardigde in 1930 een vlag voor de vereniging Zang en Vriendschap in Hilversum, waarvan hij ook lid van was. In 1936 ontwierp hij het Bekeerlingenmonument in Broeksterwoude, dat herinnert aan de eerste doop van Heiligen der laatste dagen in Nederland.